# Distrito de Fidel Olivas Escudero
El distrito de Fidel Olivas Escudero es uno de los ocho distritos de la provincia de Mariscal Luzuriaga,  perteneciente al Departamento de Áncash, en el Perú.

## Historia
Fue creado en virtud la Ley N.º 13426 del 5 de mayo de 1960, en el segundo gobierno del Presidente Manuel Prado Ugarteche.
Existen sendos colegios secundarios en Parco y Sanachgán. Sisco, en la época de la colonia, llegó a tener categoría de viceparroquia, dependiente de la Parroquia de San Pedro y San Pablo de Piscobamba.
En  1895, el cacerista, Pushtu Durand desalojó a los pierolistas que habían tomado Piscobamba. Para la contraonfensiva armó cientos de peones con 'rifles de saúco'. Tanta cantidad de combatientes creó temor en los pierolistas, que se retiraron. En la direcciòn de los pierolistas estuvo Pedro Lostaunau, dueño del fundo de Yanacancha.Cf.
En 1932, después del ajusticiamiento de los apristas en Huarás, los niños y mujeres de Piscobamba se refugiaron en Sisco, Sanachgán, Parco. Rumoreaban la llegada de huestes sanchecerristas.

## Capital
Su capital es el pueblo de Sanachgán; este topónimo es de ancestro culle. Este pueblo está a una altitud de 2 900 m s. n. m.

## Autoridades

### Municipales
- 2019-2022[4]
  - Alcalde: David Chavez matos, del Movimiento regional El Maicito.
  - Regidores:

## Festividades
Una de las fiestas es la de la Mama Ashu (Asunción de la Virgen), conocida como "Tumay fiesta".
Hay un cerro famoso "Tocana", donde se ha construido una capilla dedicada a la Santísima Cruz. Su fiesta se celebra el 2 de julio, desde 2006.Convoca en una peregrinación a gran cantidad de luzuriaguinos; quienes, previamente, habrán disfrutado de la fiesta de San Pedro y San Pablo de Piscobamba. Promete convertirse en un filón religioso y turístico.
Destacamos, a modo de tradición pero un hecho real, que en el paraje de "Ayaparinan", en un descanso "voló" por los aires un cadáver que conducían al viejo panteón de Piscobamaba, por el siglo XIX. En una cueva de Sanachgán hay una sustancia que parece restos de hígado, llamado Choqe; hasta la fecha, ninguna universidad ha analizado, tampoco laboratorio privado.
Se consigna una relación de fiestas patronales, señalando: lugar, día y mes, santo(a) y sus danzas.
- Sanachgán	12 de octubre,	Santa Cruz:	Huanquilla, Negro, Anti, Palla.
- Chancasa	14 de agosto,	Mama Ashu: 	Negro, Anti, Huanquilla
- Cochabamba	15 de agosto,	S. Antonio de Padua:	Huanquilla, Huanca, Huaridanza
- Parco	15 de agosto,	S. Antonio de Padua:	Huanca, Negro, Huanquilla
- Pucajirca	7 de octubre,	San Isidro:	Anti, Negro, Huanca
- Ranca	10 de octubre,	S. Francisco de Asís:	Huanquilla, Huanca, Anti
- Sisco	15 de octubre,	S. Miguel Arcángel:	Anti, Negro, Huanquilla
- Turuna	30 de agosto,	Sta. Rosa de Lima:	Huanca, Negro, Anti, Huaridanza

## Cuantía poblacional
Este distrito se halla en la parte nororiental de la provincia de Mariscal Luzuriaga; siendo el área de su territorio: 204.82 km². Enseguida, el censo de INEI de 2007 proporciona una población total de 2 309 hab.  Con esos datos resulta una densidad de 11,27 hab./km².

## Atractivos
- La laguna de Canchiscocha, en plena puna. La laguna es de tres hectáreas de superficie, de aguas azules, surcadas por lanchas y canoas. Hay varias leyendas en las cuales protagoniza este espejo.
- El cerro "Intu", de unos 4200 m.s.n.m., constituye un mirador que permite divisar parte del territorio de Huánuco, de  La Libertad,  de Pomabamba, Asunción, Fitzcarrald y una enorme extensión de la Cordiillera Blanca. Se ve el Huascarán.
- En parajes aledaños a la laguna de Yanacocha, en plena jalka, colgándose del precipicio, crece la flor rima-rima ( o también en quechua: qallu pashtatsiq).[7] De color encarnado, hace hablar a los niños que demoran en articular palabras. Igualmente, la flor heráldica uritu, emerge en los farallanes para la época de la Navidad.
- Si un lugareño o visitante tiene problemas por pérdida de animales, el curso incierto de un viaje o malestares, aquí hay expertos. Ellos brindan auxilio y dan salida. Usan coca, cigarrillo, frotaciones o el baño de flores, la shuqma. Son los yachaq.